# Franse grondwet
De huidige Franse Grondwet dateert van 4 oktober 1958 en markeert het begin van de Vijfde Franse Republiek. Deze grondwet is de langst geldende en tegelijk de meest soepele omdat die al 24 keer werd gewijzigd.

## Vroegere grondwetten
Het oude Franse koninkrijk kende geen grondwet, enkel een aantal ongeschreven fundamentele wetten die zelfs de koning niet kon wijzigen. Zo golden er regels voor de erfopvolging of moest de koning behoren tot de Rooms-Katholieke Kerk. Bij het bijeenroeping van de Staten-Generaal in 1789 kwam de eis tot een grondwet waarmee de Franse Revolutie werd ingezet. Sindsdien heeft Frankrijk als gevolg van de verschillende revoluties en regimewissels volgende grondwetten gekend:
- Franse grondwet van 1791, die voor het eerst een constitutionele monarchie instelde.
- Franse grondwet van 1793*, de eerste republikeinse grondwet, die nooit in werking is getreden.
- Franse grondwet van 1795 (het jaar III) stelde het Directoire in.
- Franse grondwet van 1799* (het jaar VIII) stelde het (tienjarig) Consulaat in.
- Franse grondwet van 1802* (het jaar X) stelde het Consulaat voor het leven.
- Franse grondwet van 1804* (het jaar XII) - Eerste Franse Keizerrijk.
- Charter van 1814 (constitutioneel handvest) - Restauratie van het koningschap.
- Toegevoegde Akte aan de Constituties van het Keizerrijk van 1815*, tijdens de Honderd Dagen.
- Constitutioneel Handvest van 1830 - Julimonarchie.
- Grondwet van 1848 - Tweede Franse Republiek.
- Grondwet van 1852, die hetzelfde jaar leidde tot het Tweede Franse Keizerrijk.
- Drie Constitutionele Wetten van 1875 - Derde Franse Republiek.
- Twaalf Constitutionele Akten (1940-1942) van het Vichy-regime.
- Constitutionele Wet van 1945*, die de werking van de Voorlopige Regering regelde.
- Franse grondwet van 1946* - Vierde Franse Republiek.
- Franse Grondwet van 1958* - Vijfde Franse Republiek.

(De met * gemerkte grondwetten zijn goedgekeurd door een volksraadpleging of plebisciet. De grondwet van 1852 kwam er na een plebisciet over de grote principes van de grondwet.)
Enkele andere grondwetsontwerpen zijn nooit goedgekeurd. De grondwet die de Senaat in 1814 uitvaardigde om het koningschap te herstellen werd door koning Lodewijk XVIII niet aanvaard. Een eerste grondwet voor de Vierde Republiek in 1946 werd verworpen in een referendum.

## Huidige grondwet

### Totstandkoming
In mei 1958 beleefde Frankrijk een zware politieke crisis door het verloop van de Algerijnse Oorlog. Velen hooptden dat generaal Charles de Gaullehet land zou redden en vroegen hem een regering te vormen. Hij aanvaardde op voorwaarde dat er een nieuwe grondwet zou komen die een einde zou maken aan de machteloze Vierde Franse Republiek. Op 3 juni 1958 keurden beide kamers van het parlement een wet goed die de regering de Gaulle volmacht gaf een nieuwe grondwet op te stellen volgens een uitzonderlijke procedure.
De regering (in de eerste plaats minister van Justitie Michel Debré) stelde een eerste ontwerp op dat voor advies werd voorgelegd aan een consultatief comité van parlementsleden en aan de Franse Raad van State. Het definitieve ontwerp werd in een referendum voorgelegd aan het Franse volk op 28 september 1958 waarbij 79,3 % van de uitgebrachte stemmen de nieuwe grondwet hebben aanvaard. Op 4 oktober werd de grondwet formeel afgekondigd door de toenmalige president René Coty en werd ze meteen van kracht.

### Inhoud
De grondwet heeft in Frankrijk een semipresidentieel systeem ingevoerd. De president van Frankrijk is de machtigste politieke figuur die de macht deelt met de regering die wel het vertrouwen nodig heeft van de Nationale Vergadering (het lagerhuis). De presidentiële besluiten moeten de contraseign van een minister dragen, met uitzondering van een aantal beslissingen die de president geheel zelfstandig kan nemen, zoals de benoeming van een nieuwe premier of de eventuele ontbinding van de Nationale Vergadering. 
Aanvankelijk werd de president verkozen door een zeer ruim college van mandatarissen, waar afgevaardigden van de gemeenteraden een meerderheid in hadden. 
Sinds 1962 verkiest de bevolking haar president rechtstreeks waardoor die een mandaat om een eigen programma uit te voeren. Meestal beschikt de president over een meerderheid in de Nationale Vergadering die zijn beleid steunt. Zoniet is hij verplicht een regering te benoemen die bestaat uit politieke tegenstanders, wat zijn macht bepoerkt. Een dergelijke cohabitation is echter niet meer voorgekomen sinds 2002 : door een vermindering van het presidentiële ambtstermijn tot vijf jaar vallen sindsdien de verkiezingen van de president en de Nationale Vergadering rond dezelfde tijd, zodat er steeds een "presidentiële meerderheid" is die vrijwel alle beslissingen van het staatshoofd steunt.
Het Franse parlement bestaat ook in de Vijfde Republiek uit twee kamers. Enerzijds de Nationale Vergadering, die voor vijf jaar rechtstreeks verkozen wordt en door de president voortijdig kan worden ontbonden. Anderzijds de Senaat, die waarvan de leden voor zes jaar (tot 2007 negen jaar) worden gekozen door kiescolleges van verkozen mandatarissen en om de drie jaar gedeeltelijk wordt vernieuwd. Zijn de kamers het over een wetsontwerp oneens, dan heeft de Nationale Vergadering het laatste woord.
De grondwet heeft de macht van de regering tegenover het parlement zeer versterkt. Zo zijn er slechts een beperkt aantal gebieden waarbij het parlement wetten moet goedkeuren. Al de rest kan door de regering bij decreet worden geregeld. Het parlement kan de regering ook volmacht geven om ordonnanties uit te vaardigen die kracht van wet hebben. Bovendien kan de regering, door het stellen van de vertrouwenskwestie, ervoor zorgen dat een wetsontwerp door de Nationale Vergadering zonder stemming wordt aangenomen, tenzij de Vergadering de regering met een motie van wantrouwen naar huis stuurt.
De grondwet voerde ook een Grondwettelijke Raad in, die in bepaalde gevallen wetten kan toetsen aan de grondwet en ook uitspraak kan doen over de geldigheid van parlements- en presidentsverkiezingen.

#### Artikel49.3
Het derde lid van artikel 49 van de Grondwet, algemeen bekend als 49.3 ("Quarante-neuf - trois"), biedt de regering de mogelijkheid op eigen verantwoordelijkheid een wetstekst door te voeren zonder parlementaire goedkeuring, tenzij de oppositie met een absolute meerderheid een motie van afkeuring stemt. De clausule wordt zelden gebruikt, maar raakte bekend bij de protesten tegen de geplande pensioenhervorming in 2023, tijdens de tweede ambtstermijn van Emmanuel Macron.
In februari 2025 maakte premier Bayrou gebruik van deze bepaling om, met steun van de Parti Socialiste, de begroting 2025 door de Assemblée te krijgen. Hij won de vertrouwensstemming.

### Wijzigingen
Volgens de grondwet moet elke grondwetswijziging eerst worden goedgekeurd door de twee kamers van het Franse Parlement afzonderlijk. Dat betekent dat de Senaat elke grondwetswijziging kan tegenhouden (wat hij niet kan doen voor gewone wetten). Het ontwerp kan daarna op twee manieren worden behandeld. Ofwel moet de wijziging in een referendum aan het volk worden voorgelegd. Ofwel wordt het ontwerp - als de regering dat beslist - ter stemming voorgelegd aan een "congres" (verenigde vergadering) van de beide kamers, dat plaatsvindt in het kasteel van Versailles. Het ontwerp dient daar 3/5 van de stemmen te halen om goedgekeurd te worden.
De grondwetsartikelen over de Communauté (een samenwerkingsverband met vroegere Franse kolonies) konden worden gewijzigd zonder referendum of congres. Die artikelen (intussen volledig uit de grondwet geschrapt) zijn al in 1960 gewijzigd om de lidstaten van de Communauté toe te laten onafhankelijk te worden.
Charles de Gaulle heeft daarenboven als president de grondwet in 1962 een grondwetswijziging doorgevoerd zonder instemming van het parlement, door een referendum te organiseren over de rechtstreekse verkiezing van de Franse president. Hij beriep zich op artikel 11 van de grondwet, dat de president de mogelijkheid geeft een referendum te houden over elk wetsontwerp op de organisatie van de overheid. Tegen die procedure kwam veel politiek en juridisch verzet, omdat ze in strijd met de grondwet leek, maar doordat een grote meerderheid in het referendum voor de wijziging stemde, haalde de president zijn slag thuis.
In 1969 organiseerde de Gaulle opnieuw een referendum over een grondwetswijziging gebaseerd op artikel 11, om de Senaat te hervormen en een regionalisering in te voeren. Deze keer haalde het voorstel geen meerderheid.
Van de 22 grondwetswijzigingen die zijn doorgevoerd volgens de reguliere grondwettelijke procedure, is er slechts één goedgekeurd door een referendum - in 2000 werd per volksraadpleing beslist om de presidentiële ambtstermijn te verkorten van zeven naar vijf jaar. Alle andere herzieningen kwamen er door een stemming van het Parlement "in Congres".